# Интроспекция виртуальных машин
Интроспекция виртуальных машин (англ. Virtual machine introspection, VMI) (в компьютерах) — это технология для мониторинга внутреннего состояния виртуальной машины. Она может использоваться для отладки, расследования инцидентов или обнаружения вредоносного кода.
Термин интроспекция по отношению к виртуальным машинам впервые был использован в работе Гарфинкеля и Розенблюма. Они предложили подход к защите приложений от атак вредоносных программ. Сейчас интроспекция используется также для обозначения других методов анализа, наблюдения и отладки.
Программные средства для интроспекции могут работать как внутри анализируемой системы, так и вне ее. Они могут отслеживать события машины (прерывания, обращения к памяти) или обращаться к гипервизору за необходимой информацией. Гипервизор обычно предоставляет низкоуровневую информацию о состоянии системы (например, содержимое ячеек памяти). Проблема преобразования этой низкоуровневой информации в высокоуровневую (например, выделение структур данных) известна как семантический разрыв. Эта проблема решается с помощью развития методов интроспекции виртуальных машин.

## Интроспекция внутри виртуальной машины
Программы, работающие в виртуальной машине могут получать информацию о других процессах, а затем передавать ее по сети для последующего анализа. Примеры таких программ — это сервисы отладчиков WinDbg
или GDB. Они взаимодействуют с удаленным отладчиком, позволяя изучать процессы в виртуальной машине.
Основной недостаток такого подхода в том, что операционная система и ее сервисы должны функционировать. Отладить программу не удастся, если ОС еще не загружена или зависла.

## Интроспекция извне виртуальной машины
Средства интроспекции могут быть реализованы в гипервизоре или в виде внешнего приложения, получающего от гипервизора информацию. Эта информация должна интерпретироваться, чтобы определить какие именно процессы происходят внутри системы. Volatility framework — одно из средств для такой интерпретации. Volatility позволяет анализировать содержимое дампов памяти для множества операционных систем, извлекая оттуда такие сведения, как дерево процессов или список объектов ядра.